# گلوریا جونز
گلوریا جونز (انگلیسی: Gloria Jones؛ زادهٔ ۱۹ اکتبر ۱۹۴۵) یک موسیقی‌دان اهل ایالات متحده آمریکا است.